# Шахісти (панно Верони)
Шахісти (Гра в шахи, англ. The Chess Players, італ. Novella del giocatore di scacchi) — панно італійця Ліберале да Верона (італ. Liberale da Verona, 1445—1527/29) на невідомий літературний сюжет. Знаходиться в колекції музею Метрополітен, США.

## Історія
Панно написане приблизно у 1475 році. Зберігається в музеї Метрополітен. Інвентарний номер 1986.147 та 43.98.8.
Панно — це фрагменти касоне (італ. cassone). Третій фрагмент знаходиться в колекції Бернарда Беренсона в Гарвардському Центрі ренесансних досліджень у Флоренції. Allen Weller (у 1940 році) першим відзначив, що панель з колекції Беренсона знаходилася зліва від сцени шахової гри. Тільки після ідентифікації третього фрагменту розпису касоне (фрагмента з дівчиною у вікні палацу) стало можливим встановити це остаточно. Мистецтвознавча експертиза показала, що всі ці три фрагмента є фрагментами одної горизонтальної панелі і утворювали безперервну сцену, в якій фрагмент з колекції Беренсона дійсно знаходився між двома іншими.

## Атрибуція
Початково була поширеною атрибуція панно Франческо ді Джорджо, на цьому у 1928 році наполягала Helen Comstock. Така атрибуція була рішуче відкинута Federico Zeri (вперше у 1950 році), який стверджував, що це робота маловідомого північноіталійського художника і мініатюриста Джіроламо да Кремона (італ. Girolamo da Cremona). Згодом ця ідея стала вельми поширеною.
Карло дель Браво (вперше у статті 1960 року) приписав ці панелі Ліберале да Вероні, з датуванням 1475. Його атрибуцію підтримали й інші фахівці.

## Сюжет
Панно ділиться на два послідовних епізоди: у першому епізоді дія відбувається на природі перед палацом, другий епізод відбувається в інтер'єрі кімнати цього палацу. У цьому епізоді юнак в супроводі трьох супутників сидить на камені перед палацом. Одягнена у вишукану візерункову сукню дівчина з тугою на обличчі з'являється у вікні палацу. Хлопець простягає руку до неї з благанням, в той час як вона піднімає праву руку, мовби закликаючи його приєднатися до неї.
На фрагменті Беренсона молоді люди дивляться, як їхній друг грає в шахи з дівчиною, що перебуває в оточенні своїх подруг. На другому фрагменті дівчина зазнала поразки в партії, вона кладе праву руку на руку переможця, кокетливо повернувши голову в сторону, її погляд спрямований вгору і вбік. Подруги дівчини засмучені її поразкою.
Хоч окремі елементи подібної історії (юнак біля вікна і шаховий поєдинок між двома закоханими) присутні в деяких лицарських романах, усі спроби ідентифікувати конкретне літературне джерело зазнали поразки. Як можливе першоджерело вказувався роман про фр. Huon de Bordeaux, в якому молодий лицар Гуон, ставши менестрелем, одержує право провести ніч з дочкою короля, перемігши її у партії в шахи. Але у цій розповіді немає епізоду з дівчиною біля вікна.
Патрісія Саймонс відзначала відверто еротичний характер зображення гри на картині. Наявність свідків партії, котрі співчувають героям — постійний мотив подібних зображень. Мотив коханця, який вперше побачив свою кохану у вікна також був дуже поширеним в середньовічній лицарській літературі. Наприклад, Данте бачив Беатріче біля вікна у «Vita Nuova» (Розділ XXXV). Робилися спроби ототожнити панно з епізодом «Декамерону» Боккаччо.
Існує версія, що зображення не пов'язане з лицарськими романами і відображає іншу літературну традицію — алегоричні трактати, де пояснення окремих шахових правил чергується з абстрактними алегоріями на етичні теми. Зокрема, таким джерелом може бути книга Évrart de Conty (написана близько 1405 року, манускрипт Робіне Тестара у 1496—1498 роках, зберігається в Bibliothèque Nationale de France в Парижі; книга була опублікована в Монреалі у 1993 році).